# Parastenocaris dentata
Parastenocaris dentata is een eenoogkreeftjessoort uit de familie van de Parastenocarididae. De wetenschappelijke naam van de soort is voor het eerst geldig gepubliceerd in 1979 door Dussart.